# 阿雅克肖区
阿雅克肖区（法語：Arrondissement d'Ajaccio）是法国科西嘉大区南科西嘉省一个区。总面积2224.4平方公里，总人口116892，人口密度53人/平方公里（2018年）。主要城镇为阿雅克肖。

## 辖区
阿雅克肖区辖有81个市镇。